# Мерідіан (округ Стівенс, Оклахома)
Мерідіан (англ. Meridian) — переписна місцевість (CDP) в США, в окрузі Стівенс штату Оклахома. Населення — 1493 особи (2010).

## Географія
Мерідіан розташований за координатами 34°25′29″ пн. ш. 97°58′39″ зх. д. / 34.42472° пн. ш. 97.97750° зх. д. (34.424740, -97.977401).  За даними Бюро перепису населення США в 2010 році переписна місцевість мала площу 19,77 км², з яких 19,39 км² — суходіл та 0,38 км² — водойми.

## Демографія
Згідно з переписом 2010 року, у переписній місцевості мешкали 1493 особи в 570 домогосподарствах у складі 434 родин. Густота населення становила 76 осіб/км².  Було 641 помешкання (32/км²).
Расовий склад населення:
| - 87,8 % — білих - 7,2 % — корінних американців - 0,2 % — азіатів - 0,1 % — вихідців з тихоокеанських островів - 0,1 % — чорних або афроамериканців |

До двох чи більше рас належало 4,2 %. Частка іспаномовних становила 2,5 % від усіх жителів.
За віковим діапазоном населення розподілялося таким чином: 24,4 % — особи молодші 18 років, 60,5 % — особи у віці 18—64 років, 15,1 % — особи у віці 65 років та старші. Медіана віку мешканця становила 41,2 року. На 100 осіб жіночої статі у переписній місцевості припадало 99,6 чоловіків;  на 100 жінок у віці від 18 років та старших — 96,9 чоловіків також старших 18 років.
Середній дохід на одне домашнє господарство  становив 52 923 долари США (медіана — 54 236), а середній дохід на одну сім'ю — 58 117 доларів (медіана — 60 662). За межею бідності перебувало 8,6 % осіб, у тому числі 0,0 % дітей у віці до 18 років та 7,6 % осіб у віці 65 років та старших.
Цивільне працевлаштоване населення становило 534 особи. Основні галузі зайнятості: транспорт — 15,7 %, сільське господарство, лісництво, риболовля — 15,0 %, мистецтво, розваги та відпочинок — 13,3 %, науковці, спеціалісти, менеджери — 12,7 %.